# Hall of Fame Tennis Championships 1986
L'Hall of Fame Tennis Championships 1986 è stato un torneo di tennis giocato sull'erba dell'International Tennis Hall of Fame di Newport negli Stati Uniti. È stata l'11ª edizione del torneo che fa parte del Nabisco Grand Prix 1986 e del Virginia Slims World Championship Series 1986. Il torneo si è giocato dal 7 al 13 luglio 1986.

## Campioni

### Singolare maschile
Bill Scanlon ha battuto in finale  Tim Wilkison con il punteggio di 7–5, 6–4

### Doppio maschile
Vijay Amritraj /  Tim Wilkison hanno battuto in finale  Eddie Edwards /  Francisco González con il punteggio di 4–6, 7–5, 7–6

### Singolare femminile
Pam Shriver ha battuto in finale  Lori McNeil con il punteggio di 6–4, 6–2

### Doppio femminile
Terry Holladay /  Heather Ludloff hanno battuto in finale  Cammy MacGregor /  Gretchen Rush con il punteggio di 6–1, 6–7, 6–3